# Обрадович, Иван
И́ван Обра́дович (серб. Иван Обрадовић; 25 июля 1988, Обреновац, СФРЮ) — сербский футболист, игравший на позиции защитника.

## Клубная карьера
Обрадович выпускник футбольной школы белградского «Партизана». 22 апреля 2007 года он сыграл первый матч за «Партизан» при тренере Мирославе Джукиче, в матче против «Войводины». В сезонах 2007/08 и 2008/09 вместе с клубом выиграл чемпионат. В августе 2009 года перешёл в испанскую «Сарагосу» подписав пятилетний контракт. Сумма трансфера составила 3,5 млн евро. В новом клубе дебютировал 29 августа в матче против «Тенерифе», заменив в конце матча Икечукву Уче. В июне 2015 года перешёл в «Андерлехт» за 2,5 млн евро.

## В сборной
Иван дебютировал в сборной 6 сентября 2008 года в отборочном матче к чемпионату мира с командой Фарерских островов. Первый гол за сборную забил 15 октября 2008 года в матче с Австрией. Сыграл один матч на ЧМ 2010 против Австралии.
| №  | Дата            | Оппонент          | Счёт | Голы Обрадовича | Соревнование                                      |
| 1  | 6 сентября 2008 | Фарерские острова | 2:0  | -               | Отборочный матч чемпионата мира по футболу 2010   |
| 2  | 11 октября 2008 | Литва             | 3:0  | −               | Отборочный матч чемпионата мира по футболу 2010   |
| 3  | 15 октября 2007 | Австрия           | 3:1  | 1               | Отборочный матч чемпионата мира по футболу 2010   |
| 4  | 14 декабря 2007 | Польша            | 0:1  | −               | Товарищеский матч                                 |
| 5  | 10 февраля 2009 | Кипр              | 0:2  | −               | Товарищеский матч                                 |
| 6  | 28 марта 2009   | Румыния           | 3:2  | −               | Отборочный матч чемпионата мира по футболу 2010   |
| 7  | 1 апреля 2009   | Швеция            | 2:0  | -               | Товарищеский матч                                 |
| 8  | 12 августа 2009 | ЮАР               | 3:1  | −               | Товарищеский матч                                 |
| 9  | 9 сентября 2009 | Франция           | 1:1  | −               | Отборочный матч чемпионата мира по футболу 2010   |
| 10 | 14 октября 2009 | Литва             | 1:2  | −               | Отборочный матч чемпионата мира по футболу 2010   |
| 11 | 29 мая 2010     | Новая Зеландия    | 0:1  | −               | Товарищеский матч                                 |
| 12 | 5 июня 2010     | Камерун           | 4:3  | −               | Товарищеский матч                                 |
| 13 | 23 июня 2010    | Австралия         | 1:2  | -               | ЧМ 2010                                           |
| 14 | 11 августа 2010 | Греция            | 0:1  | −               | Товарищеский матч                                 |
| 15 | 3 сентября 2010 | Фарерские острова | 3:0  | -               | Отборочный матч чемпионата Европы по футболу 2012 |
| 16 | 9 февраля 2011  | Израиль           | 2:0  | −               | Товарищеский матч                                 |
| 17 | 3 июня 2010     | Южная Корея       | 1:2  | -               | Товарищеский матч                                 |
| 18 | 7 июня 2010     | Австралия         | 0:0  | -               | Товарищеский матч                                 |

Итого: 18 матчей / 1 гол; 10 побед, 2 ничьих, 6 поражений.
(откорректировано по состоянию на 7 июня 2011)

## Достижения
- Чемпион Сербии (2): 2007/08, 2008/09
- Обладатель Кубка Сербии (2): 2007/08, 2008/09
- Чемпион Бельгии (1): 2016/17